# Гродецкий, Владимир Павлович
Влади́мир Па́влович Гроде́цкий (19 июля 1951 — 24 сентября 2014) — кандидат технических наук, бывший генеральный директор ОАО «Ижевский машиностроительный завод» (1996 — 2011).

## Биография
Родился 19 июля 1951 года в городе Пермь. Отец — Павел Арсеньевич Гродецкий (1921—2000), мать — Анна Андреевна Гродецкая (р. 1922).
В 1973 году окончил приборостроительный факультет Ижевского механического института, по специальности радиоинженер. По распределению был направлен на Ижевский радиозавод. После месяца работы по специальности «регулировщик радиоаппаратуры пятого разряда» получил предложение стать мастером, затем — старшим мастером, заместителем начальника механосборочного цеха, а через три месяца — начальником самого крупного на предприятии цеха (более 700 человек), с широким спектром деятельности: от производства микросхем до сложнейшей «космической начинки».
Спустя три года получил задание о налаживании производства аппаратуры для «спутников-шпионов». После удачного старта стал главным инженером завода, потом главным инженером объединения. В этой должности проработал почти 6 лет. В этот же период прошел курс обучения в Высшей экономической школе при Совмине СССР.
По возвращении был назначен генеральным директором на ПО «Мотозавод» (сегодня — ОАО «Ижевский мотозавод «Аксион-Холдинг»). При нем в кратчайший срок было освоено производство систем боевого управления стратегических ракет, развит ряд других направлений производства (освоено изготовление медицинской и телекоммуникационной аппаратуры), в том числе конверсионных. В 1992—1995 годах здесь под руководством В. П. Гродецкого было успешно освоено производство систем боевого управления РВСМ. Совет безопасности оценил эту работу как решение задачи национальной безопасности. Поставленные на мотозаводе на производство «оборонные» изделия позволили надолго обеспечить завод заказом. По сей день это основная продукция предприятия, за счет которой оно живет и развивается. За шесть лет, во время которых Владимир Гродецкий руководил предприятием, завод ни разу не допустил падения объемов производства.
В 1996 году В. Гродецкий возглавляет Ижевский машиностроительный завод. В тот период из-за тяжёлой экономической обстановки все приходилось начинать с нуля. «Ижмаш», работавший лишь на 10 процентов мощностей, можно было поднять, лишь прибегнув к оперативному вмешательству. Начиная со времени руководства Владимира Гродецкого, на «Ижмаше» реализована программа конверсии Ижевского оружейного завода, было многократно увеличено производство спортивно-охотничьего оружия, при этом, на «Ижмаше» были сохранены традиции изготовления боевого оружия, уникальная школа конструкторов. За короткий срок на вооружение российской армии были приняты автоматы Калашников «сотой серии», автомат Г. Н. Никонова АН-94 и пистолет-пулемёт «Бизон» конструкции В. М. Калашникова, новые снайперские винтовки СВ-98, СВ-99, СВ-338. Предприятие успешно вышло на зарубежные рынки с боевой и гражданской продукцией. В середине 2000-х годов «Ижмаш» реализовал экспортный контракт на перевооружение армии Республики Венесуэла автоматами АК-103. В настоящее время под руководством В. П. Гродецкого предприятие продолжает выполнять экспортные контракты и гособоронзаказ, наращивает выпуск гражданского оружия, проводит техническое переоснащение производства самым современным оборудованием.
В. П. Гродецкий внес большой вклад в развитие российского промышленного производства, оборонно-промышленного комплекса страны. Способствует укреплению позиций промышленности Удмуртии на рынке России. Инициатор создания Международной выставки-ярмарки «Российские охотничье-спортивные товары» («РОСТ»; 1999). Ведет деятельность по возрождению системы подготовки кадров для промышленного производства. Возродил на «Ижмаше» Школу оружейного мастерства (1997). Внес большой вклад в развитие биатлона в Удмуртии и России. Под его руководством на «Ижмаше» создаются высококачественные винтовки «Биатлон».
Проводит большую работу по сохранению истории Ижевска. Инициатор строительства усыпальницы А. Ф. Дерябина (2005), реконструкции памятника А. Ф. Дерябина (2007), памятника ижевским оружейникам (2007). Содействует созданию книг по истории Ижевска. Ведет деятельность по поддержке образовательных и др. социально-значимых учреждений.

## Критика
Во время нахождения Гродецкого на посту директора «Ижмаша» предприятие во многом было поставлено на грань банкротства, о чём в сентябре 2008 года было написано Президенту и Председателю Правительства Российской Федерации. Так же нередки задержки заработной платы. 21 сентября 2009 года в Арбитражный суд Удмуртской Республики было подано заявление о признании «Ижмаша» банкротом, в сентябре 2010 года Арбитражный суд отказал в введении процедуры наблюдения.
За срыв гособоронзаказа Гродецкий был лишен должности гендиректора ОАО "Ижевский машзавод".

10 апреля 2013 года арестован по подозрению в хищении 5 миллиардов рублей.

## Смерть
24 сентября 2014 года после продолжительной болезни скончался в г. Ижевске. Похоронен на Хохряковском кладбище города.

## Общественная деятельность
- Член Правления Российского союза промышленников и предпринимателей
- Первый вице-президент Союза российских оружейников
- Член Бюро Центрального Совета Союза машиностроителей России
- Председатель Комитета по оборонной промышленности Союза машиностроителей России
- Председатель Удмуртского регионального отделения Союза машиностроителей России
- Депутат Государственного Совета УР
- Советник Президента УР по вопросам ОПК

## Награды
- Орден «За заслуги перед Отечеством» III степени (1998)[8]
- Орден «За заслуги перед Отечеством» IV степени
- Орден Почёта (2001)[9]
- Орден «Знак Почёта» (1986)[10]
- Орден Дружбы
- Орден святого равноапостольного великого князя Владимира
- Орден преподобного Сергия Радонежского
- Лауреат Премии Совета Министров СССР
- Лауреат Государственной премии Удмуртской Республики
- Лауреат Национальной Премии имени Петра Великого
- Знак «Конструктор стрелкового оружия М. Т. Калашников»
- Звание «Почетный машиностроитель» Министерства промышленности, науки и технологий РФ
- Почётное звание «Заслуженный работник промышленности Удмуртской Республики»

## Научные работы
Опубликовано 15 научных работ в области разработки и организации производства сложных систем связи, медицинской техники. Автор изобретения по медицинской технике «Устройство для электроанельгезии». Защищена докторская диссертация на тему «Методические основы системной организации и адаптивного управления деятельностью предприятия в условиях конверсии при переходе к рыночным отношениям».

## Ученая степень, звание
- Кандидат технических наук
- Действительный член Международной академии информатизации
- Действительный член Академии международных отношений РФ
- Действительный член Академии медико-технических наук РФ и член Президиума
- Удмуртского регионального отделения Академии медико-технических наук
- Действительный член Международной инженерной академии
- Действительный член Российской инженерной академии
- Действительный член Инженерной академии Удмуртской республики

Принимал активное участие в разработке программ социально-экономического развития Удмуртской Республики, в рассмотрении и принятии республиканских бюджетов на 2005, 2006, 2007 и 2008 годы.